# Viseszláv novgorodi fejedelem
Viseszláv Vlagyimirovics (oroszul Вышеслав Владимирович; kb. 977 – kb. 1010) Novgorod fejedelme, Nagy Vlagyimir kijevi nagyfejedelem legidősebb fia. 

## Élete
Viseszláv 980 előtt született, anyja az akkor még pogány Vlagyimir herceg első felesége, a varég Olava (vagy egy skandináv saga szerint a cseh Allogia) volt. Apja 988-ban átadta neki Novgorodot. Viseszláv valamikor 1010 után halt meg a városában. Utána az addig Rosztovot kormányzó Jaroszláv öccse kapta meg az állam Kijev után legnagyobb presztízsű városát; a Jaroszlávnál idősebb Izjaszláv öccse 1001-ben már meghalt, Szvjatopolk pedig lázadása miatt őrizetben volt. 
Egy másik verzió szerint jóval korábban meghalhatott. A sagák szerint VI. Erik svéd király halála után özvegyéhez, Gőgös Sigridhez két kérő is érkezett, egyikük Vissavald, az oroszok királya volt. A kb. 20 éves Sigrid nem akart férjhez menni és hogy a többi kérőit is elriassza, a lakoma után vendégeire gyújtotta a házat. Mindez 995 körül történt, amikor Viseszláv 16-18 éves lehetett. Lehetséges hogy ekkor halt meg Dobrinya, Vlagyimir nagyfejedelem nagybátyja és hosszú időn át hűséges segítője is, mert a források ezután már nem említik. Sigrid egy darabig kiskorú fia, Olaf helyett kormányzott, majd Dánia királyához, Villásszakállú Svenhez ment férjhez. 

## Fordítás
- Ez a szócikk részben vagy egészben  a(z)   Вышеслав Владимирович című orosz Wikipédia-szócikk ezen változatának fordításán alapul.  Az eredeti cikk szerkesztőit annak laptörténete sorolja fel. Ez a jelzés csupán a megfogalmazás eredetét és a szerzői jogokat jelzi, nem szolgál a cikkben szereplő információk forrásmegjelöléseként.